# الانقلاب الباكستاني عام 1999
الاستيلاء العسكري على السلطة في باكستان عام 1999 هو انقلاب غير دموي بدأه الأفراد العسكريون في مقر هيئة الأركان المشتركة التي تعمل برئاسة رئيس لجنة الأركان المشتركة الجنرال برويز مشرف الذي استولى على سيطرة الحكومة المدنية لرئيس الوزراء المنتخب علنًا نواز شريف في 12 أكتوبر 1999. أعلن نفسه آنذاك رئيسًا لهيئة أركان الجيش ورئيس هيئة الرؤساء المشتركة، الجنرال مشرف، وعمل بعد ذلك رئيسًا تنفيذيا للدولة، وأعلن حالة الطوارئ بإصدار أمر دستوري مؤقت مثير للجدل في انتهاك مباشر أفضى إلى إيقاف العمل بالنظام الدستوري في باكستان في 14 أكتوبر 1999 –أي بعد يومين فقط من الاستيلاء على سلطة الحكومة الاتحادية بمشورة قانونية مأخوذة من فريقه القانوني بقيادة شريف الدين بيرزاده.
فُرضت الأحكام العرفية نتيجة انهيار العلاقات المدنية العسكرية بين إدارة شريف والأدميرال فصيح بخاري بشأن قيادة لجنة رؤساء الأركان المشتركة، ما أدى فيما بعد إلى زيادة حدة التوترات بين إدارة شريف ورئيس هيئة الأركان، الرئيس العام مشرف، فحاول رئيس الوزراء شريف إعفاء الجنرال مشرف من قيادته، الذي كان في طريقه إلى باكستان من سريلانكا بعد أن كان في زيارة رسمية. في محاولة لإبقاء السيطرة المدنية على الجيش، جرى التعجيل بالموافقة على تعيين الفريق ضياء الدين بت قائدًا للجيش، والذي كان آنذاك المدير العام للاستخبارات الداخلية، إلا أن كبار الموظفين العسكريين في هيئة الأركان المشتركة رفضوا اتباع التسلسل القيادي الجديد لقائد الجيش الجديد وقرر القادة الميدانيون لفيلق الجيش الحفاظ على النظام العسكري والقيادة والسيطرة عن طريق توجيه الشرطة العسكرية لتولي التحقيق في الجنرال ضياء الدين بت وإزاحته عن القيادة العامة للجيش. أذهلت وتيرة الانقلاب المراقبين السياسيين، إذ حدث في غضون 17 ساعة من محاولة رئيس الوزراء شريف إعفاء الجنرال مشرف، وسيطر قادة الجيش على جميع الأمانات الحكومية الرئيسية في جميع أنحاء البلد ووضعوا رئيس الوزراء شريف وإدارته، بمن فيهم شقيقه، قيد الإقامة الجبرية. سيطرت الشرطة العسكرية على هيئة الإذاعة الحكومية والإذاعة وعلى كامل البنية التحتية للاتصالات الحيوية وأعلنت عن عزل نواز شريف.
أقرت المحكمة العليا الباكستانية بقيادة رئيس القضاة سعيد الزمان صديقي على الأحكام العرفية بموجب مبدأ الضرورة ولكنها لم تقدم مشروعيتها إلا لمدة ثلاث سنوات فقط. في الوقت ذاته، حاكم القاضي المحامي العام شريف وأدانه بتهمة المخاطرة بحياة جميع ركاب أحد الطائرات، بما في ذلك الرؤساء المشاركون في الرئاسة. قررت المحكمة العسكرية لاحقًا من استنتاجاتها أن جميع الادعاءات قائمة على أساس صحيح وكان شريف متورطًا بالفعل في عمليات اختطاف جوي وكان هو من أمر هيئة الطيران المدني بعدم السماح للطائرة بالهبوط على الأراضي الباكستانية، وفي نهاية المطاف، حكم القاضي العام بعقوبة السجن المؤبد لشريف.
عندما أُعلن القرار، اشتعل فتيل الغضب في صفوف حزب الرابطة الإسلامية الباكستانية، ولكنه كان موضع ترحيب العديد من خصومه السياسيين. بحلول منتصف نوفمبر 1999، وعقب معركة طويلة في المحكمة العليا عندما رفعت مكاتب المحاماة التي تمثل إدارة شريف دعوى قضائية ضد الإدارة العسكرية لمشرف التي كانت تعمل في مقر الرئاسة، وطعنت في شرعية الاستيلاء العسكري وإعلان حالة الطوارئ الحكومية، وطالبت بالإفراج عن شريف وإعادة إقرار الدستور. في عام 2000، قبلت المحكمة العليا في باكستان، بقيادة رئيس القضاة سعيد الزمان صديقي، الحجج التي قدمها محامو إدارة شريف السابقة الذين اعتبروا هذا الانقلاب انتهاكًا للدستور واستقالوا بعد ذلك، ولم يحل محلهم سوى رئيس القضاة بالنيابة إرشاد حسن الذي عمل على إثبات دستورية الانقلاب بعد سماع القضية.
في 10 ديسمبر 2000، أصدر الرئيس التنفيذي برويز مشرف عفوًا غير متوقع عن نواز شريف وسمح للأفراد المباشرين في الأسرة الأولى السابقة بالسفر إلى المملكة العربية السعودية على متن طائرة جوية خاصة قدمتها الأسرة المالكة السعودية. في عام 2016، اعترف مشرف في مقابلة أجراها معه كمران شهيد من قناة دنيا نيوز بأنه «عفا عن نواز شريف من السجن المؤبد بناء على طلب الملك عبد الله ورفيق الحريري.»
في عام 2001، أصدر الجنرال مشرف المرسوم التنفيذي وأرغم الرئيس رفيق طرار في نهاية المطاف على الاستقالة ليتولى الجنرال مشرف الرئاسة. في ضوء حكم المحكمة العليا، أُجري الاستفتاء الوطني في 30 أبريل 2002، وسمح لمشرف بمواصلة حكمه. زعم الكثير، بما في ذلك لجنة حقوق الإنسان في باكستان، أن الاستفتاء المثير للجدل، والذي فاز به مشرف بنحو 98% من الأصوات لصالحه، كان احتيالًا. في عام 2002، أعادت الانتخابات العامة الديمقراطية عندما تمكنت الجماعة الإسلامية الباكستانية، التي يدعمها مشرف، من تشكيل حكومة الأقلية التي رشحت الجنرال مشرف لاحقًا للانتخابات الرئاسية التي أُجريت في عام 2004. في عام 2007، فرض الرئيس مشرف في نهاية المطاف أحكامًا عرفية أخرى بتعليق عمل رئيس القضاة الشعبوي افتخار أحمد شودري، ووجه بحقه اتهامات بالفساد وسوء السلوك. خلافًا للأحكام العرفية السابقة، عورض مشرف على نطاق واسع، ما دعا إلى إقامة مظاهرة جماهيرية بقيادة نواز شريف، واستقال في نهاية المطاف في محاولة لتجنب إقالته من البرلمان.
في عام 2009، برأت المحكمة العليا شريف من قضية الاختطاف وذكرت أن «نواز شريف لم يستخدم القوة ولم يأمر باستخدامها أو باستخدام وسيلة مضللة.» في عام 2014، جرت تبرئة شريف من قضايا غسل الأموال والفساد من محكمة للمساءلة.
وفقًا للمؤرخ مظهر عزيز، فإن الاستيلاء العسكري الباكستاني عام 1999 يقدم «مثالا بارزًا في دراسة حالة العلاقات العسكرية المدنية» في حقبة ما بعد الحرب الباردة.

## الأحداث المفضية إلى وضع الأحكام العرفية

### كارثة إعفاء الجنرال جيهانجير وكارجيل
في عام 1997، فاز نواز شريف وحزب الرابطة الإسلامية الباكستانية (ن) بفوز ساحق في الانتخابات العامة، ما أسفر عن فوز أغلبية ثلثي الجمعية الوطنية –المجلس الأدنى للبرلمان الباكستاني المؤلف من مجلسين.
تميزت ولايته الثانية بحدوث مواجهة قانونية خطيرة مع المحكمة العليا التي رفعها رئيس القضاة ساجد علي شاه بشأن شرعية التعديل الثالث عشر وقانون المكتب الوطني للمساءلة عام 1997 (قانون المساءلة، 1997). ناضل رئيس القضاة شاه في المحكمة العليا لإثبات شرعيته بسبب اعتبار العديد من كبار القضاة تعيينه «غير مناسب وسياسي»، إذ عينته رئيسة الوزراء السابقة بينظير بوتو في عام 1994. في 29 أكتوبر 1997، قرر رئيس القضاة شاه وهيئته الاستماع إلى الالتماس الذي قدمه محامو حزب الشعب الباكستاني وأوقفوا تنفيذ مشروع القوانين. تمثل رد فعل رئيس الوزراء شريف بالغضب من تصرفات المحكمة، وأصدر خطابًا لاذعًا عامًا ضد رئيس القضاة شاه بوجه خاص. في 2 نوفمبر 1997، استدعى رئيس القضاة شاه رئيس الوزراء شريف بتهمة انتهاك حرمة المحكمة، ولكنه اعتبر هذا الأمر باطلًا عندما أصدر اثنان من كبار القضاة في المحكمة العليا أمرًا مضادًا. في 30 نوفمبر 1997، مثل رئيس الوزراء شريف أمام المحكمة العليا، لكن أعضاء حزبه اقتحموا مبنى المحكمة العليا ما أرغم رئيس القضاة شاه على إلغاء تهمة انتهاك حرمة المحكمة الموجهة لشريف. في حين تمكنت الشرطة من السيطرة على الموقف من أجل استعادة القانون والنظام، شهد الشعب مشاهد مؤلمة ومرعبة على شاشات التلفاز التي بثتها وسائل الإعلام الإخبارية في مختلف أنحاء البلاد.
عقب ذلك، رفع المجلس القضائي الأعلى دعوى ضد تعيين رئيس القضاة شاه في 23 ديسمبر وأعلن أن تعيين رئيس القضاة شاه «غير قانوني وغير دستوري» ما أرغمه في نهاية المطاف على الاستقالة من منصبه في 2 ديسمبر 1997. أُرغم الرئيس فاروق ليغاري كذلك، والذي دعم قضية رئيس القضاة شاه، على الاستقالة عندما تدخل رئيس الجيش الجنرال جيهانجير كارامات ورئيس الأركان المشتركة وسلاح الجو المارشال فيروزي خان لحل الأزمات. في نهاية المطاف، عين رئيس الوزراء شريف رئيس قضاته سعيد الزمان صديقي بناء على مؤهلاته وعرض الرئاسة على قاضي المحكمة العليا السابق رفيق طرار الذي انتُخب في عام 1998.